# Qatar ExxonMobil Open 2020
Qatar ExxonMobil Open 2020 — тенісний турнір, що проходив на кортах з твердим покриттям у місті Доха, Катар з 6 до 12 січня. Належав до категорії ATP 250.

## Фінальна частина

### Одиночний розряд
Андрій Рубльов —  Корентен Муте 6–2, 7–6(7–3)

### Парний розряд
Роган Бопанна /  Веслі Колгоф —  Люк Бембрідж
 Сантьяго Гонсалес 3–6, 6–2, [10–6]